# Malakkappara
Malakkappara est un bourg de plantation et une station de montagne du district de Thrissur dans l'État indien du Kerala.

## Étymologie
En malayalam, Malakha-Para (മാലാഖപ്പാറ) signifie « rocher de l'ange », en référence à une légende des chrétiens de saint Thomas. En effet, ces derniers contribuèrent à l'établissement la localité au début du XXe siècle, suivants un mouvement de front pionnier qui affecte plus largement la région.

## Histoire
Malakkapara est fondée dans les années 1920 comme plantation de thé. C'est un territoire résultant d'une concession d'exploitation accordée à des colons britanniques par le royaume de Cochin, alors souverain sur la région. La colonie prospère et s'étend dans les années 1930, attirant entre autres de nombreux colons chrétiens orientaux (chrétiens de saint Thomas), qui bénéficient des programmes de mise en valeur des marges forestières et montagneuses dans le Cochin.
La région de Malakkapara fut néanmoins déjà habitée par de nombreuses communautés dites aborigènes (Adivasis), comprenant les Malasars, les Malamalasars et les Kadars.

## Géographie
Chalakudy est à 86 km et Pollachi (en) à 89 km.
On y trouve à proximité le Parambikulam Tiger Reserve (en), l'Anamalai Tiger Reserve

## Économie
Tata Consumer Products (en) y possède des plantations de thé.

## Galerie

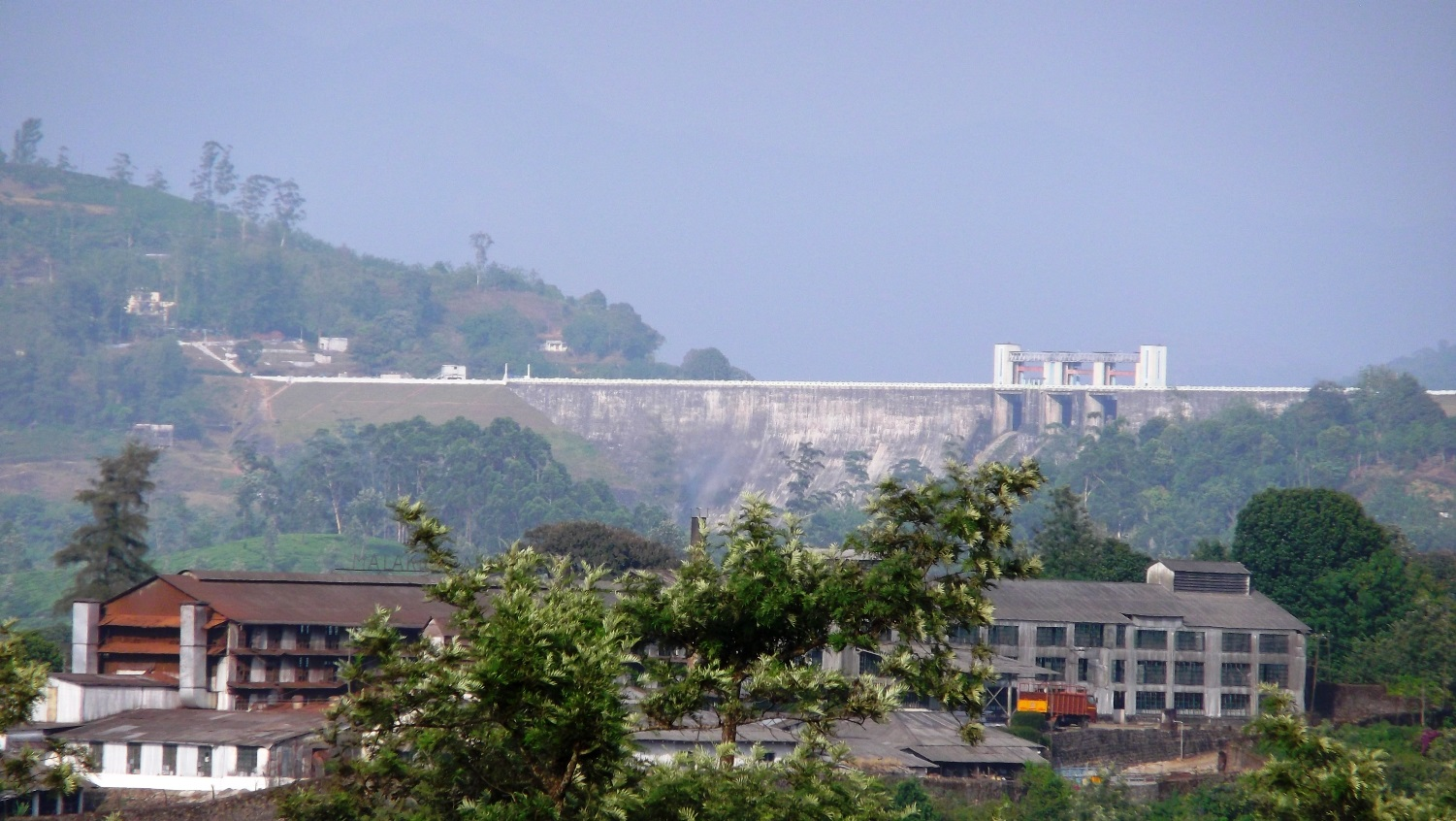
Vue de la ville
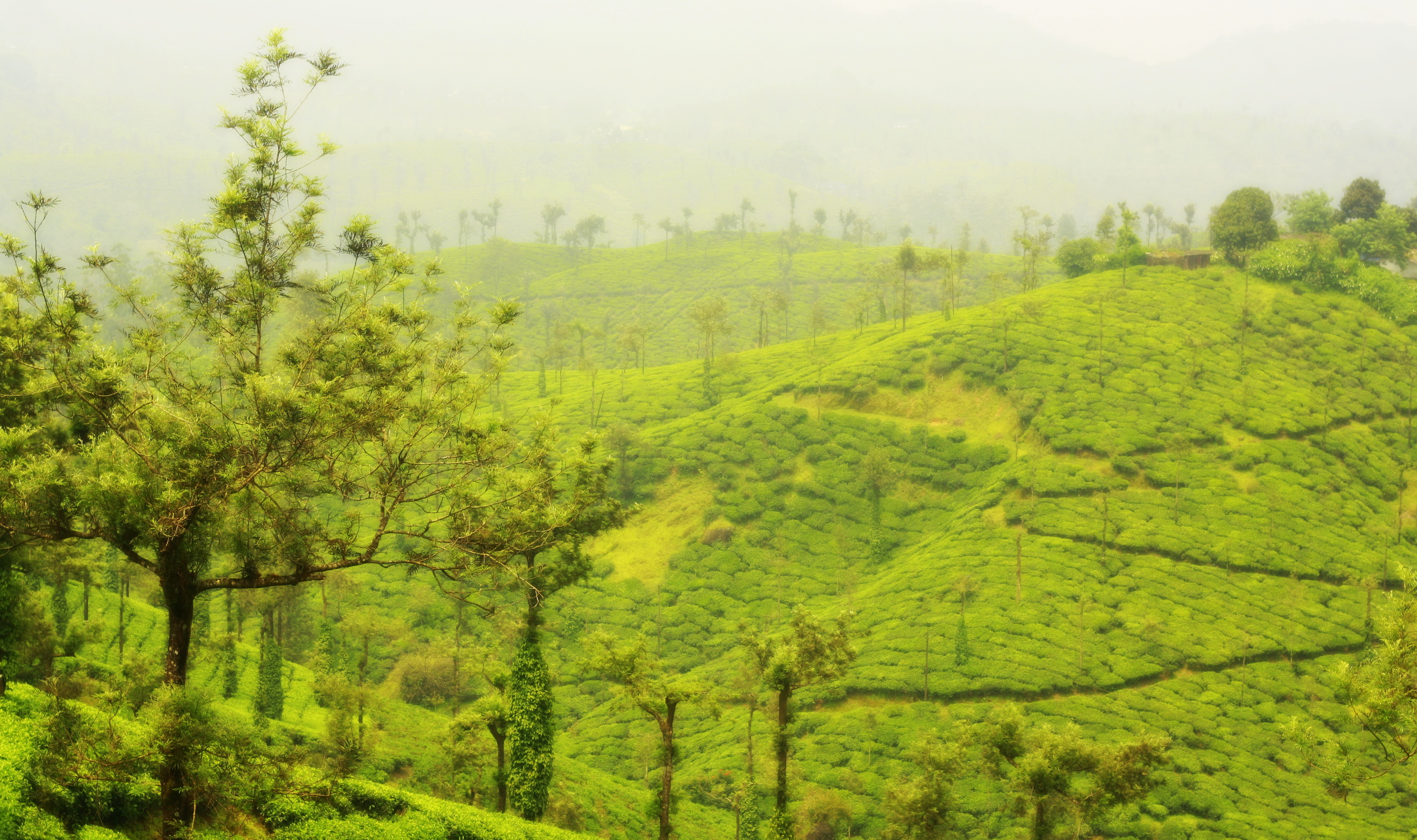
Plantation de thé
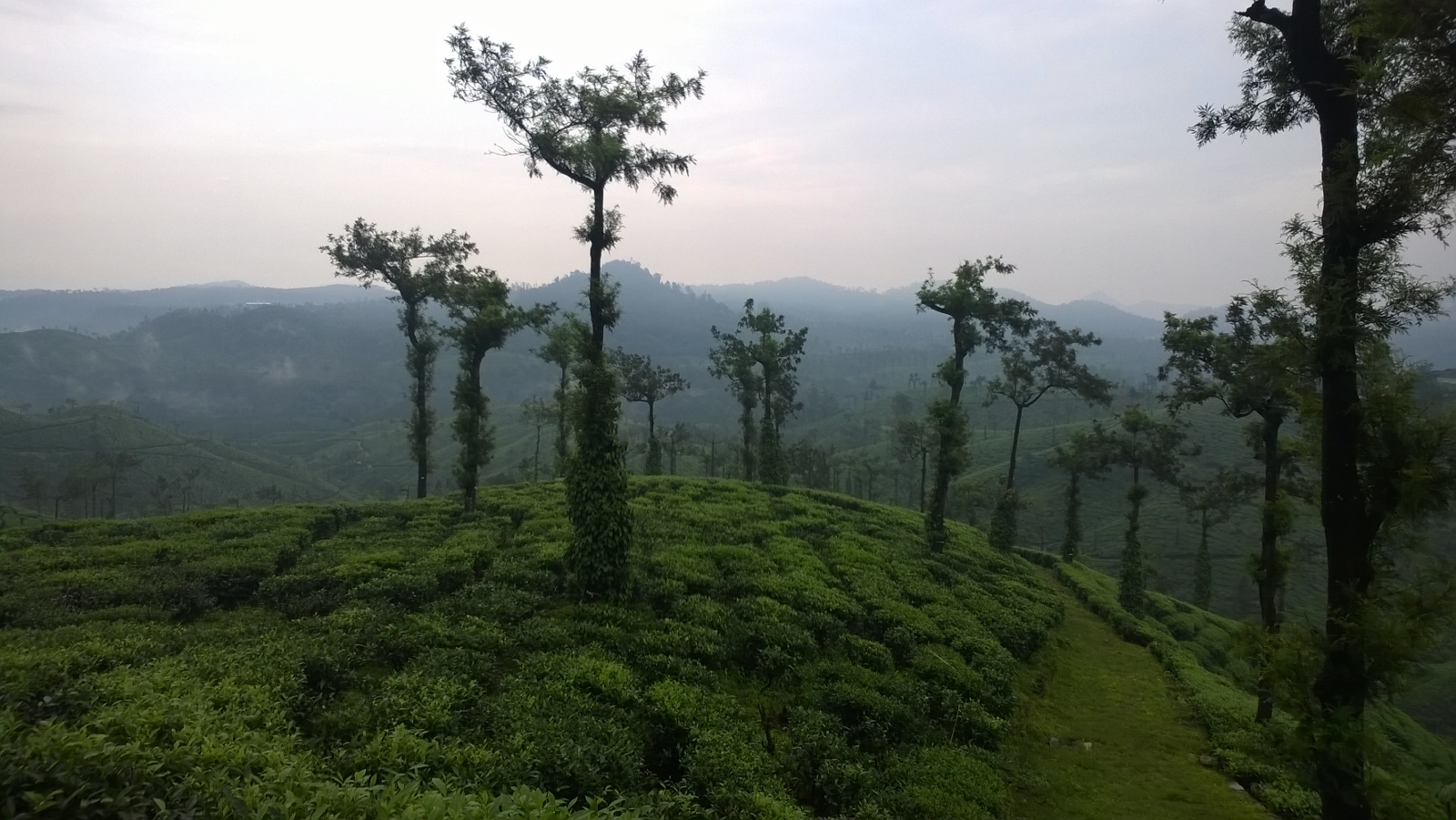
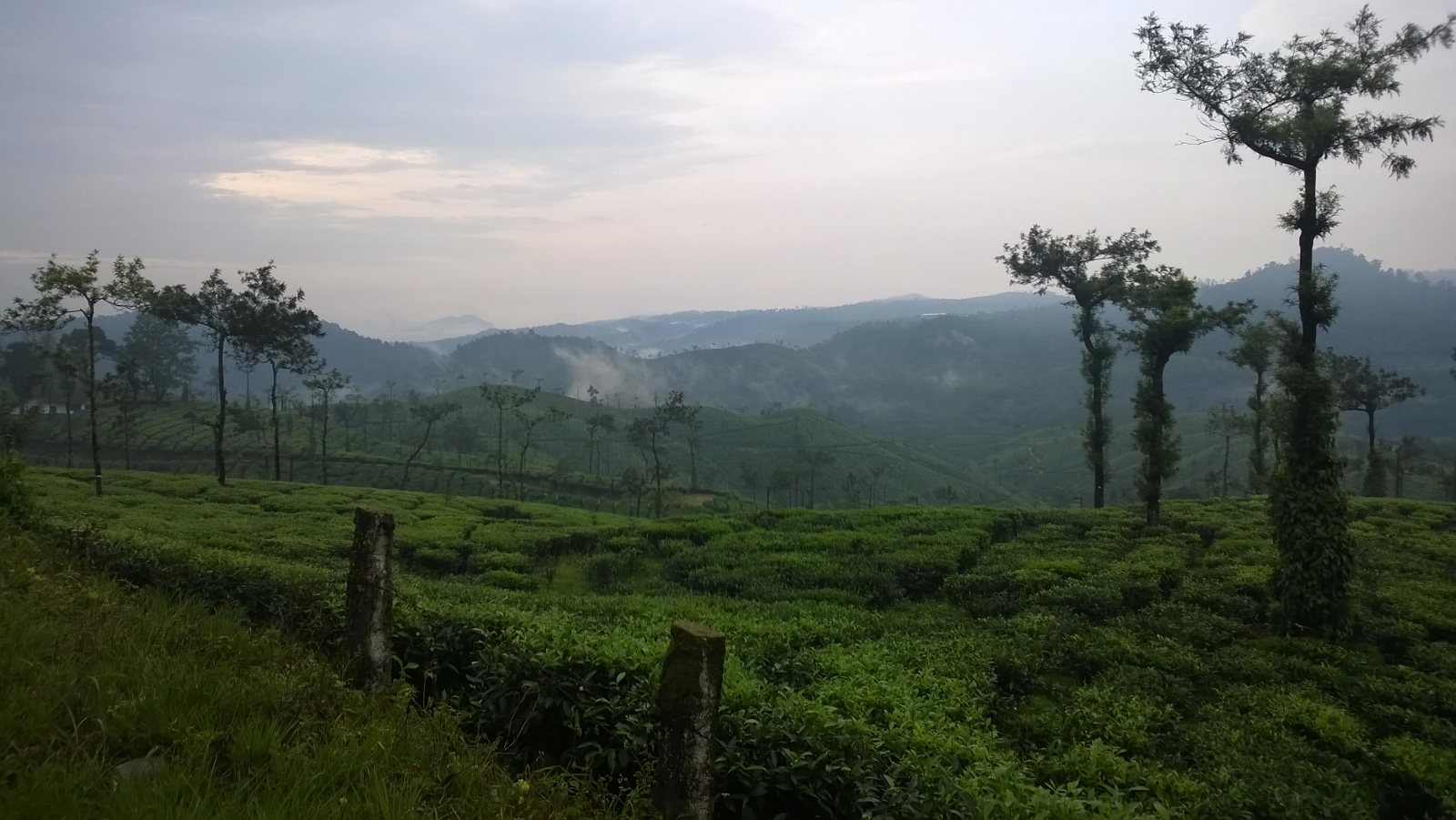